# Тимошишин Олександр Андрійович
Олекса́ндр Андрі́йович Тимоши́шин (18 листопада 1985 — 28 лютого 2016) — солдат Збройних сил України, учасник російсько-української війни.

## Життєпис
Народився 1985 року в місті Шепетівка (Хмельницька область) у родині залізничників Олени Семенівни та Андрія Дмитровича Тимошишиних. Закінчив 9 класів шепетівської ЗОШ № 6, влаштувався працювати на залізницю. Спершу працював в Шепетівській дистанції колії, згодом — в дистанції колії міста Києва.
Добровольцем пішов на фронт; солдат 54-ї окремої механізованої бригади.
28 лютого 2016 року загинув під час виконання бойового завдання поблизу міста Бахмут.
1 березня 2016-го похований у Шепетівці.
Без Олександра лишилася дружина Людмила й дві доньки.

## Нагороди та вшанування
За особисту мужність, сумлінне та бездоганне служіння Українському народові, зразкове виконання військового обов'язку відзначений — нагороджений
- орденом «За мужність» ІІІ ступеня (29.9.2016, посмертно)[1]
- 23 травня 2017 року в Шепетівській ЗОШ № 6 відкрито меморіальні дошки Андрію Біленькому та Олександру Тимошишину
- Почесний громадянин міста Шепетівка (січень 2017, посмертно).